# Industrie dans les Pyrénées-Orientales
L'industrie dans les Pyrénées-Orientales est la production de biens grâce à la transformation de matières premières dans le département français des Pyrénées-Orientales,,,.